# Тютополіс (Іллінойс)
Тютополіс (англ. Teutopolis) — селище (англ. village) в США, в окрузі Еффінґгем штату Іллінойс. Населення — 1618 осіб (2020).

## Географія
Тютополіс розташований за координатами 39°7′53″ пн. ш. 88°28′53″ зх. д. / 39.13139° пн. ш. 88.48139° зх. д. (39.131357, -88.481307).  За даними Бюро перепису населення США в 2010 році селище мало площу 4,22 км², уся площа — суходіл.

## Демографія
Згідно з переписом 2010 року, у селищі мешкало 1530 осіб у 573 домогосподарствах у складі 411 родини. Густота населення становила 363 особи/км².  Було 590 помешкань (140/км²).
Расовий склад населення:
| - 99,4 % — білих - 0,4 % — азіатів - 0,1 % — чорних або афроамериканців |

До двох чи більше рас належало 0,1 %. Частка іспаномовних становила 0,5 % від усіх жителів.
За віковим діапазоном населення розподілялося таким чином: 27,2 % — особи молодші 18 років, 58,4 % — особи у віці 18—64 років, 14,4 % — особи у віці 65 років та старші. Медіана віку мешканця становила 35,2 року. На 100 осіб жіночої статі у селищі припадало 99,2 чоловіків;  на 100 жінок у віці від 18 років та старших — 96,1 чоловіків також старших 18 років.
Середній дохід на одне домашнє господарство  становив 79 515 доларів США (медіана — 68 750), а середній дохід на одну сім'ю — 90 094 долари (медіана — 82 583). Медіана доходів становила 45 192 долари для чоловіків та 33 333 долари для жінок. За межею бідності перебувало 3,0 % осіб, у тому числі 3,8 % дітей у віці до 18 років та 1,2 % осіб у віці 65 років та старших.
Цивільне працевлаштоване населення становило 968 осіб. Основні галузі зайнятості: освіта, охорона здоров'я та соціальна допомога — 25,5 %, виробництво — 18,2 %, роздрібна торгівля — 11,8 %, будівництво — 9,4 %.